# Dušan Čikel
Dušan Čikel (* 18. října 1929 Beckov) je bývalý slovenský atlet, fotbalista a trenér. Byl prvním slovenským atletem, který držel světový rekord (1953, štafeta na 4×800 metrů). Je čestným občanem své rodné obce. V roce 2004 obdržel Cenu Slovenského olympijského výboru za celoživotné vystupovanie v duchu fair play.
Od roku 1969 budoval Armádne stredisko vrcholového športu Dukla Trenčín, kde byl v letech 1979–1982 velitelem. V letech 1983–1988 pracoval na velitelství Východního vojenského okruhu.
Jeho vnuk Ľuboš Čikel (* 1975) je bývalý zápasník-volnostylař a trenér.

## Fotbalová kariéra
Do roku 1951 hrál fotbal. Po atletických prověrkách nováčků, které onoho roku absolvoval na vojně v Českých Budějovicích, přilnul k atletice. Později byl kondičním trenérem v Jednotě Trenčín a Dukle Banská Bystrica. Společně s Antonem Bullou byl u prvního postupu trenčínských fotbalistů do československé nejvyšší soutěže v ročníku 1959/60. Na jaře 1968 vedl trenčínskou Jednotu jako hlavní trenér v 7 prvoligových zápasech (14.–20. kolo).

## Atletická kariéra
Účastnil se Mistrovství Evropy v atletice 1954, na mistrovství Československa získal 3 zlaté, 3 stříbrné a 2 bronzové medaile. Byl členem kvarteta ÚDA Praha (společně se Stržínkem, Liškou a Jungwirthem), které ve středu 29. července 1953 zaběhlo v Houštce u Mladé Boleslavi světový rekord na 4×800 metrů. Reprezentoval v 15 mezistátních utkáních, celkem absolvoval 38 zahraničních startů.
- Mistrovství Československa v atletice 1953 (Praha)
- Mistrovství Československa v atletice 1954 (Ostrava)
- Mistrovství Československa v atletice 1956 (Bratislava)
- Mistrovství Československa v atletice 1957 (Praha)
- Mistrovství Československa v atletice 1958 (Ostrava)
- Seznam medailistů na mistrovství Československa a Česka mužů a žen v běhu na 800 m
- Seznam medailistů na mistrovství Československa a Česka mužů a žen v běhu na 1 500 m
- Seznam medailistů na mistrovství Československa a Česka mužů a žen v běhu na 5 000 m
- Seznam medailistů na mistrovství Československa a Česka mužů a žen v běžecké štafetě na 4 x 400 m